# Aeonium hierrense
Aeonium hierrense (Murray) Pit. i Proust, és una espècie de planta amb flor subtropical amb fulles suculentes que pertany al gènere Aeonium de la família de les crassulàcies endèmic d'El Hierro i La Palma a les Illes Canàries.
Pertany al grup d'espècies arbustives que posseeixen normalment tiges sense ramificar. Es diferencia d'espècies similars per les seves inflorescències piramidals i pubescents, amb flors amb 6-9 pètals blanquinosos, sovint tenyits de rosa. Les fulles són obovades o oblanceolades, gruixudes, glauques i glabres, amb el marge ciliat.

## Taxonomia
Aeonium hierrense va ser descrita per (Murray) Pit. i Proust i publicat a Îles Canaries 191. 1909.
Etimologia
Aeonium: nom genèric del llatí aeonium, aplicat per Dioscòrides Pedaci a una planta crassa, probablement derivat del grec aionion, que significa "sempre viva".
hierrense: epítet que fa referència a l'illa d'El Hierro, on viu aquesta planta.
Sinonímia
- Sempervivum hierrense Murr.[3][4]